# 38
38 (XXXVIII) fue un año común comenzado en miércoles del calendario juliano, en vigor en aquella fecha. En el Imperio romano, era conocido como el Año del consulado de Juliano y Asprenas (o menos frecuentemente, año 791 Ab urbe condita). La denominación 38 para este año ha sido usado desde principios del período medieval, cuando la era A. D. se convirtió en el método prevalente en Europa para nombrar a los años.

## Acontecimientos
- Año probable del matrimonio entre Claudio y Mesalina.
- Apion encabeza una embajada a Calígula para quejarse de los judíos de Alejandría.
- Revueltas antijudías estallan en Alejandría durante una visita de Herodes Agripa I: la muchedumbre quiere colocar estatuas de Calígula en cada sinagoga.

## Fallecimientos
- Andrés el Apóstol.
- 10 de junio.— Julia Drusila.
- Pitodoris (Esmirna, 30 a. C. o 29 a. C. - Sinope, 38 d. C.) fue reina y regente de los reinos del Ponto y del Bósforo por el fallecimiento de su esposo Polemón I, durante la minoridad de su hijo y heredero Polemón II, conservando durante su vida gran influencia sobre el gobierno del Reino, y también fue reina de Capadocia.